# Xenylla littoralis
Xenylla littoralis är en urinsektsart som beskrevs av Womersley 1933. Xenylla littoralis ingår i släktet Xenylla och familjen Hypogastruridae. Inga underarter finns listade i Catalogue of Life.